# Titus Otacilius Crassus (Konsul 261 v. Chr.)
Titus Otacilius Crassus war ein römischer Politiker in der Frühphase des Ersten Punischen Krieges.
Otacilius wurde zwei Jahre nach seinem Bruder Manius Otacilius Crassus zusammen mit Lucius Valerius Flaccus im Jahr 261 v. Chr. zum Konsul gewählt. Beide Konsuln führten die römischen Operationen auf Sizilien gegen die Karthager fort. Otacilius tötete dabei 4000 gallische Söldner der Karthager, die angeblich auf römische Seite hatten überlaufen wollen.
Otacilius war mit der Frau des Marcus Claudius Marcellus verheiratet, des Vaters des berühmten Feldherrn. Sein gleichnamiger Sohn, der im Zweiten Punischen Krieg kämpfte, war daher dessen Halbbruder.